# Madagh
Madagh (en árabe مداغ) es una comuna marroquí, situada en la provincia de Berkan, en la región Oriental. Es el lugar de nacimiento de Hamza al Qâdiri al Boutchichi, líder espiritual de la tariqa sufí Qadirriyya Boutchichiyya.

## Geografía física

### Localización
Madagh se encuentra a 12 km al norte de Berkan, la capital provincial.

## Demografía
Según el último censo realizado por el Alto Comisionado de Planificación, Madagh tenía en el año 2014 una población total de 14 458 habitantes. De entre ellos, 2 452 habitantes se encuentran en áreas urbanas dentro de la comuna, mientras que 12 006 habitantes se encuentran en áreas rurales.

## Economía

### Empleo
La población activa está formada fundamentalmente por varones. El 78.7 % de los varones se encuentran empleados o en búsqueda de empleo, mientras que solo el 10.9 % de las mujeres buscan o disponen de empleo.
La tasa de desempleo se situaba en el año 2014 en el 22.8 %. Entre la población masculina, la tasa de desempleo se situaba en el 19.2 %, mientras que entre las mujeres esta tasa se incrementa hasta el 48 %.

## Transportes
Madagh se encuentra comunicado con las carreteras provinciales P6010, por el norte y el sur, y con la P6004 por el este.

## Abastecimiento
El 90 % de los hogares dispone de electricidad. El 66.9 % dispone de agua corriente y el 59.3 % cuenta con conexión a una red de saneamiento público.

## Educación
La tasa de analfabetismo se sitúa en Madagh en el 37.8 %. Existe una importante diferencia entre la población masculina y la femenina. El 26.9 % de los varones no saben leer ni escribir, mientras que en el caso de las mujeres este porcentaje sube al 48.5 %.
La tasa de escolarización entre los niños de 7 a 12 años se sitúa en el 95.5 %. En este caso la diferencia entre varones y mujeres es insignificante: un 95.6 % entre los niños y un 95.3 % entre las niñas.